# Еглина
Еглина (Еглинка) — река в России, протекает по Псковской области. Устье реки находится в 76 км по левому берегу реки Желчи.

## География и гидрология
Длина реки 38 км, площадь водосборного бассейна 183 км². В 21 км от устья, по левому берегу реки впадает река Свояченка.

## Данные водного реестра
По данным государственного водного реестра России относится к Балтийскому бассейновому округу, водохозяйственный участок реки — Водные объекты бассейна оз. Чудско-Псковское без р. Великая. Относится к речному бассейну реки Нарва (российская часть бассейна).
Код объекта в государственном водном реестре — 01030000312102000027428.